# 周產期死亡
周產期死亡（英語：perinatal mortality，PNM）是指胎兒或是新生兒的死亡，是計算周產期死亡率的基礎。周產期死亡率的標準定義較多樣，特別是涉及到是否須把早期胎兒和晚期新生兒死亡納入規範或排除的議題。世界衛生組織將周產期死亡率定義為「每一千位嬰兒出生後，於第一周內的存活與死亡人數比例；周產期則定義為從妊娠22週後（154天）開始至出生後七天」。當然，其他的定義方式仍被使用中。
英國的周產期死亡率約為千分之八，並且有顯著社會階層差異、亞洲女性的比例最高。而綜觀全球，相較於1990年共有450萬起出生一個月內的新生兒死亡數據，2013年的數據降至260萬人次。
新生兒死亡（PNM，或）通常是指非死產的新生兒於出生後29日以內的死亡，也有人將22週以內，體重在500g以下之早產胎兒之死亡與其排除。近現代之後，新生兒死亡於出生嬰兒的相對比例與指標高低，常作為國家或地區開發與否的依據。
新生兒死亡原因相當多，於嬰兒方面大多為疾病、早產、先天畸形、產道感染、心臟病、產程意外。另外，照料者或母體造成的併發症、生產創傷、意外窒息，也是新生兒死亡的主要原因之一。
|                |                  | 孕齡（从末次月经数起，通常大约是受精齡加两个星期） |                          |                          |            |            |            |            |          |          |          |          |          |          |            |            |            |
| 2周            | 6周              | 11周                                               | 20周                     | 21周                     | 22周       | 23周       | 24周       | 25周       | 26周     | 27周     | 28周     | 29周     | 37周     | 40周     | 42周       |            |            |
| 胚胎和怀孕情况 | 胎儿发育阶段     | 胚胎                                               | 胚胎                     | 胎儿                     | 胎儿       | 胎儿       | 胎儿       | 胎儿       | 胎儿     | 胎儿     | 胎儿     | 胎儿     | 胎儿     | 胎儿     | 胎儿       | 胎儿       | 胎儿       |
| 胚胎和怀孕情况 | 成活率           | 不可能                                             | 不可能                   | 不可能                   | 很低       | 很低       | 很低       | 很低       | 可能     | 可能     | 可能     | 可能     | 能成活   | 能成活   | 能成活     | 能成活     | 能成活     |
| 胚胎和怀孕情况 | 如果阴道流血     | 懷孕初期出血（流产危险）                           | 懷孕初期出血（流产危险） | 懷孕初期出血（流产危险） | 很可能流产 | 很可能流产 | 很可能流产 | 很可能流产 | 产前出血 | 产前出血 | 产前出血 | 产前出血 | 产前出血 | 产前出血 | 产前出血   | 产前出血   | 产前出血   |
| 胚胎和怀孕情况 | 自然分娩（期名） | 早孕流产                                           | 自然流产                 | 自然流产                 | 自然流产   | 自然流产   | 自然流产   | 自然流产   | 早产期   | 早产期   | 早产期   | 早产期   | 早产期   | 早产期   | 足月       | 足月       | 过产期     |
| 胚胎和怀孕情况 | … 而且成活       | 早孕流产                                           | 自然流产                 | 自然流产                 | 自然流产   | 自然流产   | 自然流产   | 自然流产   | 早产     | 早产     | 早产     | 早产     | 早产     | 早产     | 分娩       | 分娩       | 分娩       |
| 胚胎和怀孕情况 | … 而产后死亡     | 早孕流产                                           | 自然流产                 | 自然流产                 | 自然流产   | 自然流产   | 自然流产   | 自然流产   | 早产     | 早产     | 早产     | 早产     | 早产     | 早产     | 新生儿死亡 | 新生儿死亡 | 新生儿死亡 |
| 胚胎和怀孕情况 | … 但产前死亡     |                                                    |                          |                          |            |            | 死产       | 死产       | 死产     | 死产     | 死产     | 死产     | 死产     | 死产     | 死产       | 死产       | 死产       |
| 1. 2.          |                  |                                                    |                          |                          |            |            |            |            |          |          |          |          |          |          |            |            |            |

## 病因
早產是最常見的周產期死亡原因，大約有三成的新生兒死亡是因為早產。而早產兒中，最主要的死因是因為新生儿呼吸窘迫综合征，佔死亡原因的1%。先天性障碍造成21%的新生兒死亡。

## 胎儿死亡
胎兒死亡是指死產之類的情形，包括了胎齡超過20週胚胎的死亡，或是超過500克胚胎的死亡。在一些新生兒死亡的定義中不包括（胎齡在20至27週的）早期胎兒死亡，只包括（胎齡27以上）後期胎兒死亡以及嬰兒死亡。胎兒死亡也可以分為在分娩前死亡，以及在分娩過程中的胎兒死亡。

## 新生兒死亡
早期新生兒死亡是指在新生兒在分娩後七天內死亡，後期新生兒死亡是指在新生兒在分娩後8至28天內死亡。這兩類數字的和即為新生兒死亡的數據。有關新生兒死亡的定義不包括後期新生兒死亡。新生兒死亡會受到醫院照顧新生兒的程度所影響。新生兒死亡以及週歲前死亡都會算在婴儿死亡率中。

## 周產期死亡率
| 排名                                                                                      | 國家     | 周產期死亡率 | 排名 | 國家       | 周產期死亡率 |
| ----------------------------------------------------------------------------------------- | -------- | ------------ | ---- | ---------- | ------------ |
| 1                                                                                         | 巴基斯坦 | 40.7         | 6    | 阿富汗     | 29.0         |
| 2                                                                                         | 尼日尔   | 32.7         | 7    |            | 28.9         |
| 3                                                                                         |          | 30.8         | 8    | 刚果共和国 | 28.3         |
| 4                                                                                         |          | 29.7         | 9    | 賴索托     | 27.5         |
| 5                                                                                         |          | 29.4         | 10   | 安哥拉     | 27.4         |
| 根據2014年Save the Children提出死產以及產後第一天死亡的報告（每一千名新生兒中的死亡人數） |          |              |      |            |              |

PNMR（周產期死亡率）是以每一千名新生兒中，周產期死亡的人數為準，一般會以年為計算基準。這是評估分娩醫療品質的重要指標。不同分析數據之間的比較可能會受到定義不同、註冊偏差以及人口潛在風險不同等因素所影響。
各國的PNMR差異很大，一些已開發國家的數據在10以下，而開發中國家的數據是已開發國家的十倍以上，世界衛生組織沒有發佈目前的數據。